# I liga polska w hokeju na lodzie (2017/2018)
Sezon 2017/2018 rozgrywek I ligi hokeja na lodzie jako 62. edycja drugiego poziomu rozgrywek hokejowych w Polsce. 
Podczas spotkania organizacyjnego na początku lipca 2017 w siedzibie PZHL do udziału w sezonie 2017/2018 został wstępnie zgłoszonych osiem zespołów: UKH Dębica, Hokej Poznań, Nesta Mires Toruń, Zagłębie Sosnowiec, 1928 KTH Krynica, GKS Stoczniowiec Gdańsk oraz drużyny juniorskie MMKS Podhale Nowy Targ i SMS PZHL. Pod koniec lipca 2017 opublikowano terminarz sezonu, obejmującego cztery rundy spotkań każdy z każdym; pierwsza kolejka została zaplanowana na 30 września 2017, jednak zaplanowano rozegranie meczów awansem 23 i 24 września.

## Uczestnicy
| Klub                    | Trener              | Asystent         | Kapitan | Sponsor |
| ----------------------- | ------------------- | ---------------- | ------- | ------- |
| Academy 1928 KTH        | Eduard Matiuchin    | Kiriłł Korieńkow |         |         |
| Hokej Poznań            | Leszek Minge        |                  |         |         |
| MMKS Podhale Nowy Targ  | Witalij Grajewski   |                  |         |         |
| Nesta Mires Toruń       | Juryj Czuch         | Łukasz Kiedewicz |         |         |
| SMS PZHL U18 Katowice   | Jarosław Morawiecki | Artur Ślusarczyk |         | PZHL    |
| GKS Stoczniowiec Gdańsk | Krzysztof Lehmann   |                  |         |         |
| UKH Dębica              | Arkadiusz Burnat    |                  |         |         |
| Zagłębie Sosnowiec      | Marcin Kozłowski    | Jarosław Frączek |         |         |

## Sezon regularny

### Tabela
| Lp. | Zespół                  | M  | Pkt | Z  | ZPD | ZPK | PPD | PPK | P  | G + | G - | +/-  |
| --- | ----------------------- | -- | --- | -- | --- | --- | --- | --- | -- | --- | --- | ---- |
| 1   | Nesta Mires Toruń       | 28 | 81  | 27 | 0   | 0   | 0   | 0   | 1  | 264 | 47  | +217 |
| 2   | Zagłębie Sosnowiec      | 28 | 71  | 23 | 1   | 0   | 0   | 0   | 4  | 163 | 61  | +102 |
| 3   | Academy 1928 KTH        | 28 | 58  | 19 | 0   | 0   | 1   | 0   | 8  | 185 | 88  | +97  |
| 4   | MMKS Podhale Nowy Targ  | 28 | 39  | 12 | 1   | 0   | 1   | 0   | 14 | 116 | 151 | -35  |
| 5   | SMS PZHL U18 Katowice   | 28 | 37  | 12 | 0   | 0   | 0   | 1   | 15 | 91  | 125 | -34  |
| 6   | Hokej Poznań            | 28 | 27  | 8  | 1   | 0   | 1   | 0   | 18 | 111 | 168 | -57  |
| 7   | GKS Stoczniowiec Gdańsk | 28 | 12  | 2  | 1   | 2   | 0   | 0   | 23 | 58  | 198 | -140 |
| 8   | UKH Dębica              | 28 | 11  | 3  | 0   | 0   | 1   | 1   | 23 | 68  | 218 | -150 |

Legenda: Lp. = lokata, M = liczba rozegranych spotkań, Pkt = Liczba zdobytych punktów, Z = Zwycięstwa, ZPD = Zwycięstwa po dogrywce, ZPK = Zwycięstwa po karnych, PPD = Przegrana po dogrywce, PPK = Przegrana po karnych, P = Porażki, G+ = Gole strzelone, G- = Gole stracone, +/- = Bilans bramkowy      = Awans do Play-off

## Faza play-off
Półfinały (10, 11, 17, 18 lutego):
- Nesta Mires Toruń – MMKS Podhale Nowy Targ 4:0
  - Nesta Mires Toruń – MMKS Podhale Nowy Targ 16:1 (5:0, 8:0, 3:1)
  - Nesta Mires Toruń – MMKS Podhale Nowy Targ 12:0 (2:0, 3:0, 7:0)
  - MMKS Podhale Nowy Targ – Nesta Mires Toruń 2:9 (1:3, 0:2, 1:4)
  - MMKS Podhale Nowy Targ – Nesta Mires Toruń 4:8 (0:3, 4:2, 0:3)
- Zagłębie Sosnowiec – Academy 1928 KTH 4:0
  - Zagłębie Sosnowiec – Academy 1928 KTH 6:5 d. (2:0, 0:2, 3:3, d. 1:0)
  - Zagłębie Sosnowiec – Academy 1928 KTH 4:2 (3:1, 0:0, 1:1)
  - Academy 1928 KTH – Zagłębie Sosnowiec 2:8 (0:3, 1:3, 1:2)
  - Academy 1928 KTH – Zagłębie Sosnowiec 2:6 (0:2, 1:2, 1:2)

Finał (3, 4, 10, 11, 16 marca):
- Nesta Mires Toruń – Zagłębie Sosnowiec 4:1
  - Nesta Mires Toruń – Zagłębie Sosnowiec 5:4 d. (1:0, 0:1, 3:3, d. 1:0)
  - Nesta Mires Toruń – Zagłębie Sosnowiec 3:2 (0:1, 2:1, 1:0)
  - Zagłębie Sosnowiec – Nesta Mires Toruń 9:6 (3:2, 4:4, 2:0)
  - Zagłębie Sosnowiec – Nesta Mires Toruń 3:4 d. (1:0, 0:3, 2:0, d. 0:1)
  - Nesta Mires Toruń – Zagłębie Sosnowiec 4:1 (2:0, 1:0, 1:1)